# 미셸 디
미셸 다니엘라 마르케즈 디(Michelle Daniela Marquez Dee, 1995년 4월 24일 ~ )는 필리핀 여배우이자 모델이다. 그녀는 2023년 미스 유니버스 필리핀 타이틀을 획득했으며 2023년 미스 유니버스에서 필리핀을 대표했다.
이전에 2019 미스 월드 필리핀에서 우승했으며 2019 미스 월드에서 필리핀을 대표했다.

## 전기
1995년 4월 24일 메트로 마닐라의 마카티에서 사업가이자 전 캐릭터 배우프레더릭 《데릭》 디와 배우, 작가, 전 슈퍼모델, 1979년 미스 인터내셔널에서 우승한 뷰티 퀸 멜라니 마르케즈 사이에서 태어났다. 그녀에게는 맥신이라는 자매 한 명과 마이클, 마젠, 아담 주니어, 에이브러햄 등 4명의 모계 이복형제가 있다. 그녀는 여름과 가족 휴가 동안 미국 유타주에 있는 가족 목장에서 어린 시절의 상당한 시간을 보냈다. 그녀는 유타와 마발라카트, 팜팡가주에 있는 가족 농장에서 농장 동물을 사랑하고 시골을 즐기며 자랐다.
그녀는 [마닐라]의 드 라살 대학교에 다녔고 심리학 학위를 받고 졸업했다. 2021년에 그녀는 하버드 경영대학원에서 기업가 정신 필수 과정을 수료했다.

## 개인 생활

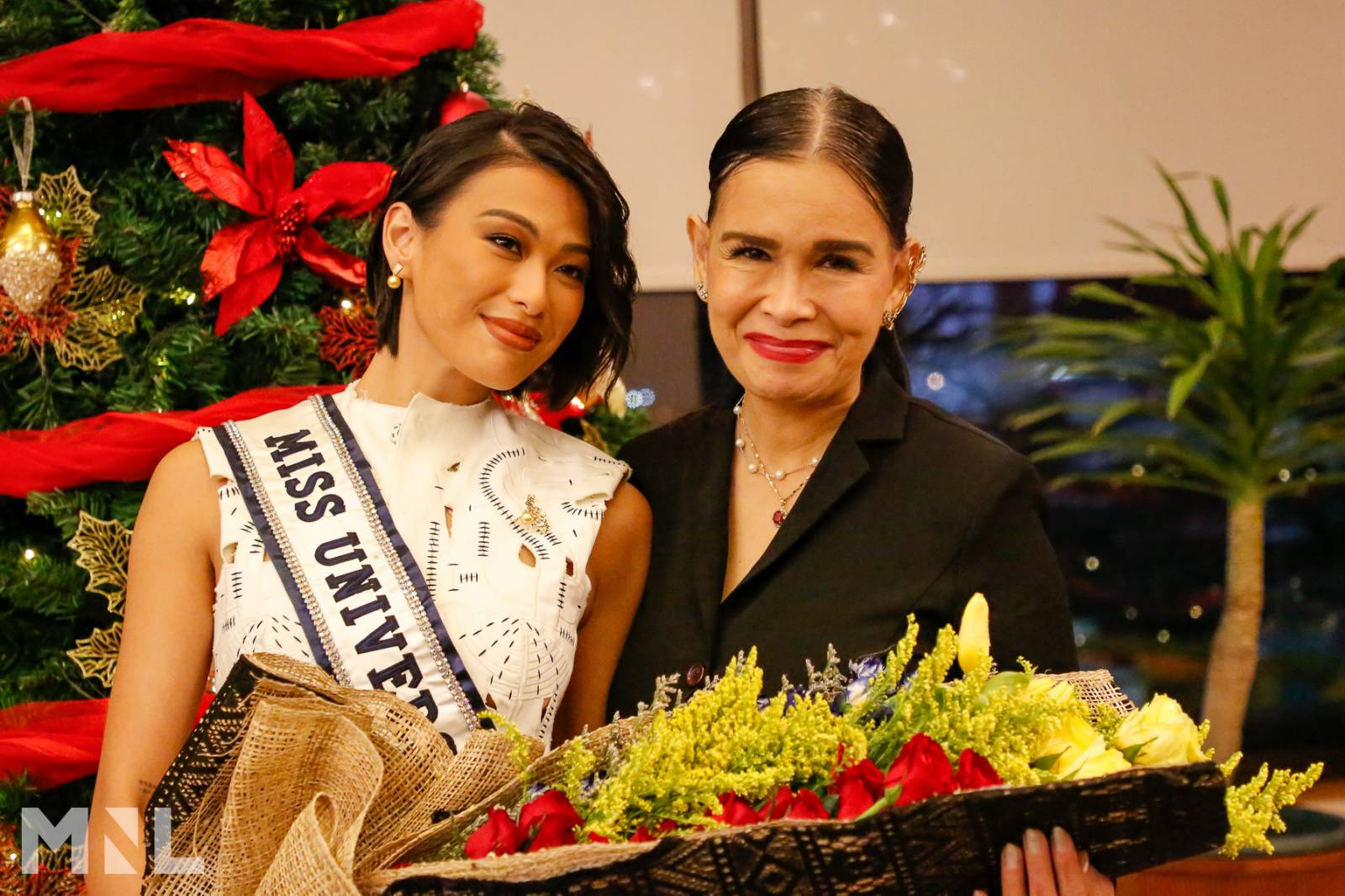
2023년, 미셸 디가 어머니 멜라니 마르케즈와 함께 있는 모습

그녀의 외삼촌은 배우이자 동료 뷰티 퀸 윈윈 마르케즈이다. 그녀는 현재 절친한 친구이자 동료 배우인 리안 라모스와 함께 살고 있다.

## 출연

### TV
- 2019년-2020년 : 글로우 업 (Glow Up)
- 2019년 : 사랑해 (Love You Two) ― 미카엘라 《모치》 이시드로
- 2019년 : 원 오브 더 베이스 (One of the Baes) ― 알로나 아라고사(젊은 시절)
- 2021년 : 독수리 부적 (Agimat ng Agila) ― 음흉한
- 2021년-2022년 : 아이 레프트 마이 하트 인 소르소곤 (I Left My Heart in Sorsogon) ― 헤이즐린 《헤이즐》 푸드
- 2023년 : 우르두자의 비밀 (Mga Lihim ni Urduja) ― 프레야 다양히랑 - 살라자르

### 영화
- 2019년 : 내가 당신을 사랑하기 때문에 (Because I Love You) ― 지아나
- 2019년 : G! LU